# 西班牙皇家足協丙組聯賽

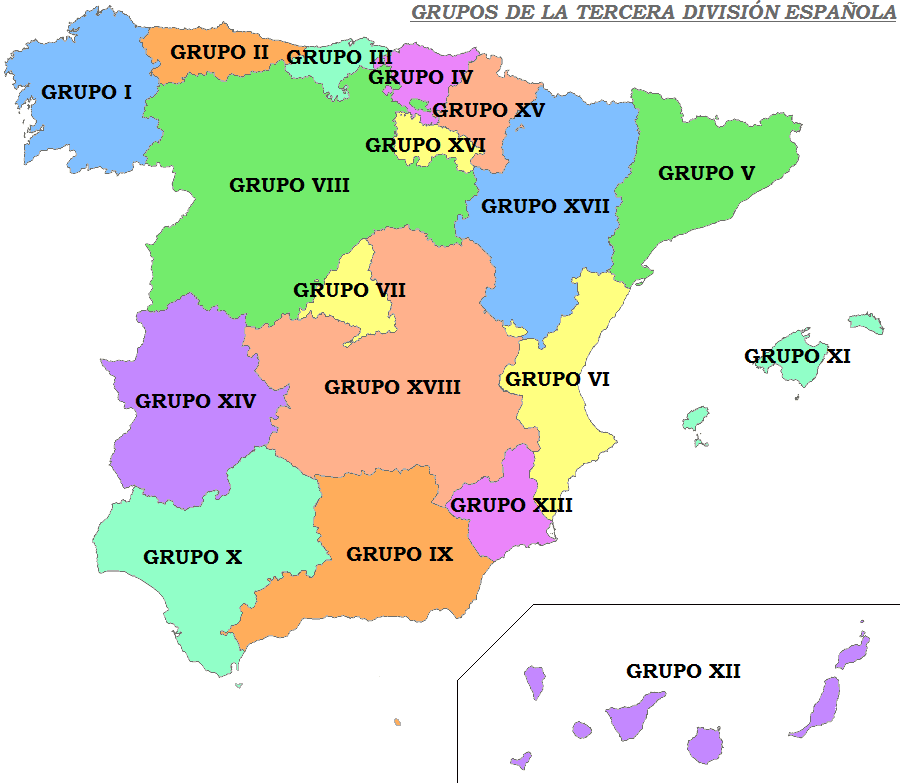
西丙联赛分区

西班牙皇家足協丙組聯賽（西班牙語：Tercera División RFEF）是西班牙足球聯賽系統的第 5 級別，亦是半職業聯賽的最低級別和非職業聯賽，由西班牙皇家足球協會管理。前身名為西班牙足球丙級聯賽（Tercera División），當時屬於西班牙足球聯賽體系中第四級別，到2021–22球季配合聯賽架構改組，更名為現有名稱，並退為國內第五級別聯賽賽事。

## 分区
丙级联赛分为18个区，按照西班牙行政区划自治区分设，其中安达卢西亚自治区分为2组，位于北非的自治市休达随西安达卢西亚组参赛，而梅利利亚则被分配到了东安达卢西亚组。其余16个自治区各一组。

## 賽制
每組有十六至二十一支球隊，以雙循環形式作賽。
最後會有二十七隊升至西班牙皇家足協乙組聯賽，其中每個小組的冠軍直接升班，每組的第二至五名（共七十二支球隊）會進行升班附加賽。
升班附加賽分為三輪，均以一場過決勝負。
小組準決賽的三十六個勝方將晉級小組決賽；
小組決賽的十八個勝方將晉級不分組附加賽，不分組附加賽的九個勝方將升至西班牙皇家足協乙組聯賽。
每組的最後二至八名會降至西班牙足球地區聯賽。